# Szlaki turystyczne Brodnicy i okolic

## Szlaki piesze
- Szlak im. F. Łęgowskiego (160 km) Toruń – Kaszczorek – Złotoria – Brzozówka – Szembekowo – Ciechocin – Ruziec – Golub-Dobrzyń – Białkowo – Szafarnia – Płonne – Rodzone – Tomkowo – Kierz Radzikowski – Radziki Duże – Kupno – Słoszewy – Mszano – Szabda – Brodnica – Tama Brodzka – Mariany – Bachotek – Ostrowite – Osetno – Łąkorek – Skarlin – Lekarty – Gryżliny – Radomno

- Szlak im. R. Sołtysińskiego (44 km) Górzno – Czarny Bryńsk – Falk – Gutowo – Małe Leźno – Janówko – Mały Głęboczek – Kuligi – Jajkowo – Bachotek

- Szlak zielony (56 km) Górzno – Ruda – Grążawy – Nowy Dwór – Tama Brodzka – Bachotek (jezioro) – Gaj-Grzmięca – Partęczyny – Łąkorz

- Szlak niebieski (29 km) Brodnica – Rezerwat przyrody Mieliwo – Ostrowite (powiat nowomiejski)

- Szlak czerwony im. T. Baczyńskiego (55 km) Brodnica – Kruszynki – Kruszyny Szlacheckie – Grzybno – Bobrowo – Wądzyń – Lembarg – Jaguszewice – Jabłonowo Pomorskie – Buk Pomorski – Nowa Wieś Szlachecka – Płowężek – Lisnowo – Szonowo – Szonowo Królewskie – Łasin

Brodnica leży na Drodze św. Jakuba, jednego z najważniejszych chrześcijańskich szlaków pielgrzymkowych na świecie, prowadzącego do Santiago de Compostela w Hiszpanii. Przez Brodnicę biegnie 19. etap szlaku Camino Polaco, jednego ze szlaków Drogi św. Jakuba w Polsce.